# غويلرمو ليون
غويلرمو ليون (بالإسبانية: Guillermo León)‏ هو لاعب كرة قدم وحكم كرة قدم ومدرب كرة قدم كوستاريكي، ولد في عقد 1920، وتوفي في 7 يوليو 2010 في سان خوسيه في كوستاريكا. شارك مع منتخب كوستاريكا لكرة القدم. أما مع النوادي، فقد لعب مع ديبورتيفو سابريسا.